# Richard Gozney
Sir Richard Hugh Turton Gozney KCMG (21 de julho de 1951) é um político e diplomata britânico.
Foi governador e comandante-chefe das Bermudas de 12 de dezembro de  2007  a 18 de maio de 2012. Foi governador da ilha de Man de 27 de maio de 2016 a 29 de setembro de 2021.

## Biografia e educação
Filho de Thomas Leonard Gozney e Elizabeth Margaret Lilian Gardiner. Richard Gozney foi educado na  escola Magdalen College School, Oxford; e também na St Edmund Hall, Oxford. Consegui o  Bachelor of Arts  em  geologia em 1973.  Em 1970, entre a escola e a universidade, ensinou momentaneamente em uma escola no Quênia.
Casou-se com Diana Edwina Baird em 24 de abril de  1982 e tem dois filhos: James (7 de abril de 1987), e Alexander (25 de fevereiro de  1990.

## Carreira
- 1973 - 1974: Secretário da Foreign and Commonwealth Office para Somália e Etiópia.
- 1974 - 1978: Terceiro secretário, e mais tarde segundo secretário britânico da embaixada em Jacarta.
- 1978 - 1981: Terceiro secretário, e mais tarde primeiro secretário britânico da embaixada em Buenos Aires.
- 1981 - 1984: Na Foreign and Commonwealth Office, chefe da seção da OTAN para o controle de armas nucleares.
- 1984 - 1988: Madrid, Chefe da Secção de Política.
- 1989 - 1990: Na Foreign and Commonwealth Office, foi Private Secretary para Secretaria de Estado para Foreign and Commonwealth Office.
- 1990 - 1993: Na Foreign and Commonwealth Office, Principal Private Secretary para Secretaria de Estado para Foreign and Commonwealth Office.
- 1993 - 1996: Alto Comissário britânico na Suazilândia.
- 1996 - 1997: Na Foreign and Commonwealth Office, Chefe do Departamento da Política de Segurança.
- 1998 - 2000: No Cabinet Office, Chefe da Equipe das Avaliações de Funcionários.
- 2000 - 2004: Embaixador britânico na Indonésia.
- 2004 - 2007: Alto Comissário britânico na Nigéria.
- 2007 - 2012: Governador e Comandante-chefe das Bermudas
- 2016 - presente: Governador da Ilha de Man

## Honras
- 1993: Cavaleiro da Ordem de São Miguel e São Jorge
- 2006: Comandante da Cavalaria da Ordem de São Miguel e São Jorge

## Publicações
- Gibraltar and the EC: Aspects of the Relationship (Royal Institute of International Affairs Discussion Paper, 1993)